# Rottier
Rottier är en kommun i departementet Drôme i regionen Auvergne-Rhône-Alpes i sydöstra Frankrike. Kommunen ligger i kantonen La Motte-Chalancon som tillhör arrondissementet Die. År 2022 hade Rottier 25 invånare.

## Befolkningsutveckling
Antalet invånare i kommunen Rottier
Referens:INSEE